# Comisión de Ferrocarriles de Texas

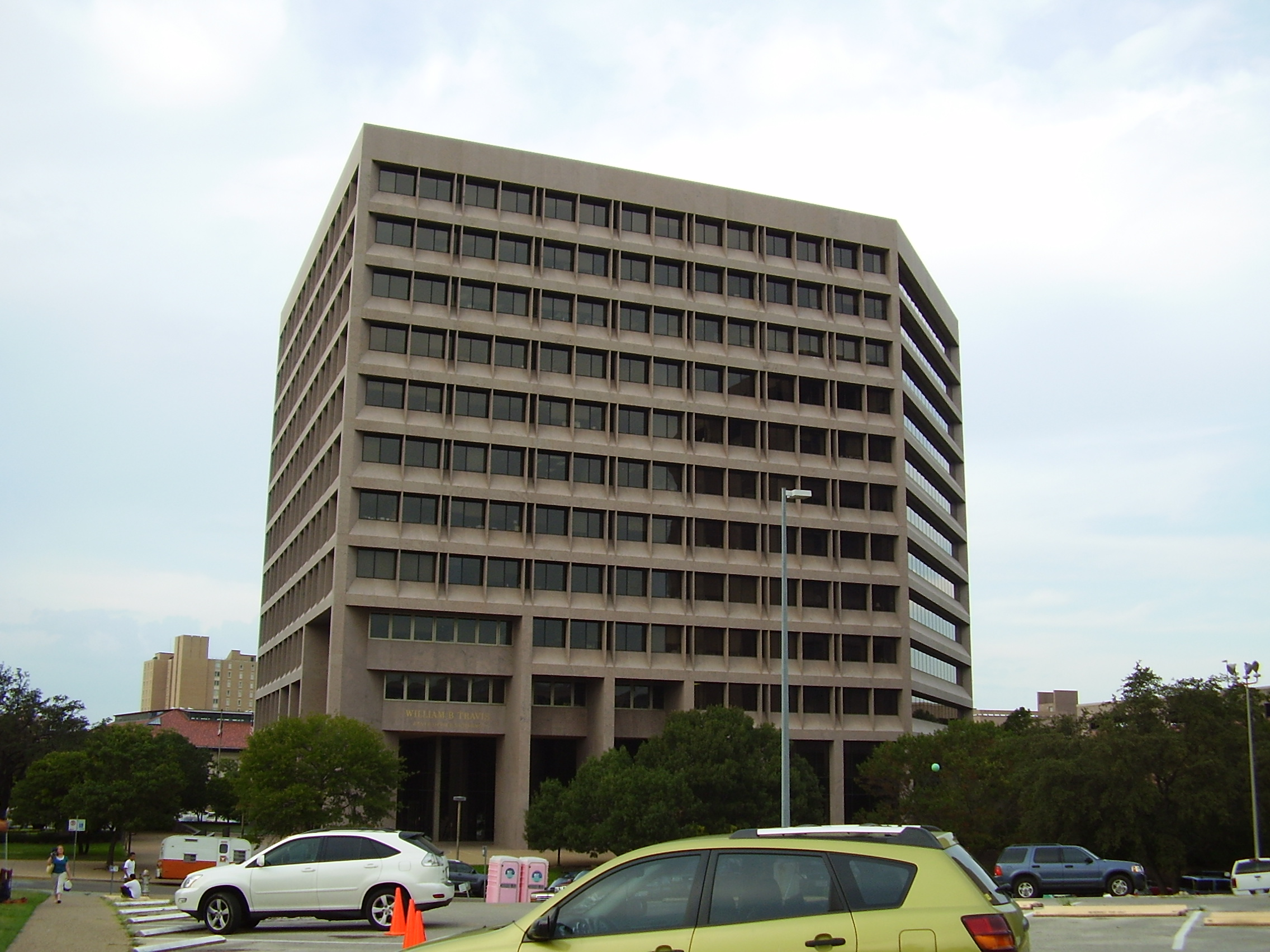
El William B. Travis State Office Building tiene la sede de la RRC

La Comisión de Ferrocarriles de Texas (Railroad Commission of Texas, RRC) es una agencia del estado de Texas. Tiene su sede en el William B. Travis State Office Building en Austin. En Texas la comisión regula la industria petrolera, la industria del gas licuado del petróleo, la minería del carbón, y la minería del uranio. Supervisaba los ferrocarriles hasta que el 1 de octubre de 2005, esta competencia fue asumida por el Departamento de Transporte de Texas.
Establecida según la Legislatura del estado de Texas en 1891, es la agencia regulatoria más antigua de los EE. UU. Desde 1930 estableció el precio internacional del petróleo hasta que fue dezplazada en 1973 por la Organización de Países Exportadores de Petróleo (OPEP) .  En 1984, el gobierno federal asumió las competencias en materia de transporte y la regulación de ferrocarriles, camiones y buses sin embargo continuó denominándose Comisión de Ferrocarriles de Texas. Con un presupuesto anual de $79 millones, su gestión se enfoca enteramente en petróleo, gas, minas, LPG, oleoductos y gasoductos.